# 대한민국 형법 제207조
대한민국 형법 제207조는 통화 위조 등에 관한 형법 각칙의 조문이다. 외국인이 한국 밖에서 이 범죄를 저지르더라도 예외적으로 처벌하고 있다

## 특징
본 조항은 통화에 대한 '공공의 신용과 안전'을 보호법익으로 하고 있다.

## 조문
제207조 【통화의 위조 등】
① 행사할 목적으로 통용하는 대한민국의 화폐, 지폐 또는 은행권을 위조 또는 변조한 자는 무기 또는 2년 이상의 징역에 처한다.
② 행사할 목적으로 내국에서 유통하는 외국의 화폐, 지폐 또는 은행권을 위조 또는 변조한 자는 1년 이상의 유기징역에 처한다.
③ 행사할 목적으로 외국에서 통용하는 외국의 화폐, 지폐 또는 은행권을 위조 또는 변조한 자는 10년 이하의 징역에 처한다.
④ 위조 또는 변조한 전3항의 기재의 통화를 행사하거나 행사할 목적으로 수입 또는 수출한 자는 그 위조 또는 변조의 각 죄에 정한 형에 처한다.

- 형법 제207조의 미수범은 처벌하며 (→형법 제212조), ①항 내지 ③항의 죄를 범할 목적으로 예비 또는 음모한 자는 5년 이하의 징역에 처하고, 죄의 실행에 이르기 전에 자수한 때에는 형을 감경 또는 면제한다. (→형법 제213조)

## 판례
- 강제통용력을 가지지 아니하나 일반인의 관점에서 통용할 것이라고 오인할 가능성이 있는 지폐까지 ‘외국에서 통용하는 외국의 지폐’에 포함시킨다면 죄형법정주의의 원칙(유추해석 내지 확장해석금지원칙)에 어긋난다.[2]

### 통화위조변조죄에 해당하지 않음
【판시사항】
일본국의 자동판매기 등에 투입하여 일본국의 500¥짜리 주화처럼 사용하기 위하여
한국은행발행 500원짜리 주화의 표면 일부를 깎아내어 손상을 가한 경우, 통화변조에 해당하는지 여부(소극)

【판결요지】

피고인들이 한국은행발행 500원짜리 주화의 표면 일부를 깎아내어 손상을 가하였지만 그 크기와 모양 및 대부분의 문양이 그대로 남아 있어,
이로써 기존의 500원짜리 주화의 명목가치나 실질가치가 변경되었다거나,
객관적으로 보아 일반인으로 하여금 일본국의 500¥짜리 주화로 오신케 할 정도의 새로운 화폐를 만들어 낸 것이라고 볼 수 없고,
일본국의 자동판매기 등이 위와 같이 가공된 주화를 일본국의 500¥짜리 주화로 오인한다는 사정만을 들어
그 명목가치가 일본국의 500¥으로 변경되었다거나 일반인으로 하여금 일본국의 500¥짜리 주화로 오신케 할 정도에 이르렀다고 볼 수도 없다.— (출처 : 대법원 2002. 1. 11. 선고 2000도3950 판결)

1. ↑  대한민국 형법 제5조(외국인의 국외범)
2. ↑  대판 2004.5.14, 2003도3487